# (21358) Mijerbarany
(21358) Mijerbarany (1997 GT15) – planetoida z pasa głównego asteroid okrążająca Słońce w ciągu 4,56 lat w średniej odległości 2,75 j.a. Odkryta 3 kwietnia 1997 roku.